# أنطونيو هيرنانديز مانشا
أنطونيو هيرنانديز مانشا (من مواليد 1 أبريل 1951 في غوارينيا) سياسي إسباني سابق ورئيس حزب تحالف الشعب السياسي من 1987 إلى 1989. متزوج وأب لطفلين.
انتخب رئيساً إقليمياً لتحالف الشعب في الأندلس (1980-1987). في عام 1986 تمت إقالة مانويل فراغا بسبب بلوغه «سقفه الانتخابي». أجرى الحزب انتخابات داخلية هزم فيها هيرنانديز مانشا ميغيل هيريرو ورودريغيز مينون.
قدم هيرنانديز مانشا اقتراحًا بحجب الثقة عن فيليبي غونزاليس من أجل أن يكون معروفًا من قبل السكان، لكن الاقتراح رُفض لأن الاشتراكيين حصلوا على أغلبية مطلقة وبالتالي هُزم ترشيحه. في عام 1989 استقال من المنصب.
اعتبارًا من عام 2012 كان محامياً ورجل أعمال.